# توماس لودغر دوبريه
توماس لودغر دوبريه (بالإنجليزية: Thomas Ludger Dupré)‏ هو كاهن كاثوليكي أمريكي، ولد في 10 نوفمبر 1933 في South Hadley, Massachusetts ‏ في الولايات المتحدة، وتوفي في 30 ديسمبر 2016.